# Haworthiasläktet
Haworthiasläktet (Haworthia) är ett växtsläkte i familjen afodillväxter. Släktet, som uppkallats efter Adrian Hardy Haworth, innehåller 60 till 70 arter och förekommer naturligt i Södra Afrika (Sydafrika, Moçambique, Namibia, Lesotho och Swaziland). Det delas in i tre undersläkten: Haworthia, Hexangulares och Robustipedundunculares. Haworthia har vid flera undersökningar befunnits vara polyfyletiskt.
Flera arter odlas som krukväxter i Sverige.